# Maksim Mrvica
Maksim Mrvica je hrvatski pijanista, rođen u Šibeniku, 1975. godine.

## Život i karijera
U Šibeniku je zavrsio osnovno i srednje muzičko obrazovanje. Javno nastupa već od svoje devete godine, a svoj prvi koncert sa okrestrom svira sa dvanaest godina. Posle brojnih koncerata 1993. godine upisuje muzičku akademiju u Zagrebu. 1998. godine završava akademiju s odličnim uspehom i iste godine upisuje jednogodišnje studije na Konzervatorijumu Franc List u Budimpešti. Nastupao je u svim hrvatskim gradovima kao i u Salzburgu, Beču, Budimpešti, Parizu i u Sankt Peterburgu.
Dobitnik je diskografske nagrade Porin 2002. godine.

## Diskografija

### Albumi:
1. Geste/Gestures (Lisinski Studios) (1999)
2. The Piano Player (EMI) (2003)
3. Variations Part I&II (EMI) (2004)
4. A New World (EMI) (2005)
5. Electrik (EMI) (2006)
6. Pure (MBO) (2007)
7. Pure 2 (MBO) (2008)
8. Appassionata (EMI) (2010)
9. The Movies (EMI) (2012)